# Mort ou vif... de préférence mort
Pour plus de détails, voir Fiche technique et Distribution.
Mort ou vif... de préférence mort (Vivi o preferibilmente morti) est un western spaghetti italo-espagnol coécrit et réalisé par Duccio Tessari, sorti en 1969.

## Synopsis
À la mort de leur oncle, deux frères ennemis, les Mulligan, doivent cohabiter ensemble pendant 6 mois afin de toucher son héritage. Le premier, Monty, est un joueur et flambeur tandis que le second, Ted, est bougon et solitaire. Malgré leur caractère opposé, ils sont tous les deux ruinés. En attendant de recevoir l'argent du testament, ils se lancent dans des aventures criminelles pour se réconcilier et pour s'enrichir. Ils kidnappent la fille d'un banquier dans le but de lui demander une rançon mais ce dernier est très heureux de ne plus la revoir... Ils tentent l'assaut d'une charge d'or mais rencontrent une bande de pillards qui veulent aussi la voler. La rencontre tourne mal et Ted est touché par une balle, tombe dans l'eau et traîné par le courant. Après avoir anéanti le gang rival, Monty est célébré par le pays pour avoir défendu la cargaison. En récompense, il peut épouser n'importe quelle fille mais, lors de son mariage, il est sauvé par son frère Ted bien vivant et ils repartent ensemble.

## Fiche technique
- Titre original : Vivi o preferibilmente morti
- Titre français : Mort ou vif... de préférence mort ou La Chevauchée vers l'Ouest[1]
- Titre original espagnol : Vivos o, preferiblemente, muertos[2]
- Réalisation : Duccio Tessari
- Scénario : Ennio Flaiano, Giorgio Salvioni et Duccio Tessari
- Montage : Mario Morra
- Musique : Gianni Ferrio
- Photographie : Cesare Allione et Manuel Rojas
- Production : Ennio Flaiano
- Sociétés de production : Hesperia Films et Ultra Film
- Société de distribution : Interfilm et Creazioni Home Video
- Pays d'origine :  Italie |  Espagne
- Langue originale : italien
- Format : couleur
- Genre : Comédie, Film d'action, Western spaghetti
- Durée : 103 minutes
- Date de sortie :
  -  Italie : 17 septembre 1969

## Distribution
- Giuliano Gemma (VF : Claude Giraud) : Monty Mulligan
- Nino Benvenuti (VF : Serge Sauvion) : Ted Mulligan
- Sydne Rome (VF : Michelle Bardollet) : Rossella Scott
- Cris Huerta (VF : Michel Barbey) : James 'Bad Jim' Williams
- Antonio Casas (VF : William Sabatier) : Mr. Barnes
- Julio Peña (VF : Roger Carel) : le docteur
- George Rigaud (VF : Jean-François Laley) : Mr. Scott
- Arturo Pallandino
- Brizio Montinaro
- Luis Barboo
- Dan van Husen : un ranger